# Evgenij Konjuchov
Evgenij Anatol'evič Konjuchov (in russo Евгений Анатольевич Конюхов?; Murom, 21 novembre 1986) è un ex calciatore russo, di ruolo portiere.